# جالکوت
جالکوت دهکده و مقر جالکوت تالوکا در بخش لاتور در ایالت مهاراشترا هند است. این مکان به خاطر معبد ماادئو معروف است. این مکان همچنین به دلیل قلعه بزرگ (۶۰ فوت) از خانواده حاکم قبلی دشمو مشهور است. این مکان توسط ۳ کوه از رشته کوه بلاغات احاطه شده‌است. ادارات دولتی در شهر عبارتند از: مرکز تلفن، دفتر MSEB، دفتر تحصیل (پنچایات سامیتی)، تعداد زیادی مدرسه و کالج.

## اطلاعات جمعیتی
در سرشماری سال ۲۰۰۱ هنافراددجالکوت دارای ۷۹۱۲ سکنه با ۴۰۹۷ مرد (۵۱/۸ درصد) و ۳۸۱۵ زن (۴۸/۲ درصد) به نسبت ۹۳۱ زن در ۱۰۰۰ مرد بود.

## پیشینه
در طول سال ۱۹۴۷ «اقدام پلیس حیدرآباد» یک نبرد کوتاه در خارج از جالکوت رخ داد که در آن یک توپ‌صحرایی توپخانه ارتش حیدرآباد اشغال شد.
شهر و مناطق اطراف آن توسط پادشاهان محلی متعلق به خانواده دشمو اداره می‌شد.